# Powiat Oberhavel
Powiat Oberhavel (niem. Landkreis Oberhavel) – powiat w niemieckim kraju związkowym Brandenburgia. Stolicą powiatu oraz największym miastem jest Oranienburg. Nazwa powiatu pochodzi od głównej rzeki regionu, Haweli (niem. Havel), która na swoim górnym odcinku przepływa przez teren powiatu z północy na południe.

## Podział administracyjny
W skład powiatu Oberhavel wchodzi:
- dziewięć gmin miejskich
- sześć gmin (niem. amtsfreie Gemeinde)
- jeden urząd (niem. Amt)

Gminy miejskie
| Lp. | Nazwa gminy       | Ludność (2022) | Powierzchnia km² |
| --- | ----------------- | -------------- | ---------------- |
| 1   | Fürstenberg/Havel | 5 820          | 212,61           |
| 2   | Gransee           | 5 875          | 121,15           |
| 3   | Hennigsdorf       | 26 679         | 31,29            |
| 4   | Hohen Neuendorf   | 26 551         | 48,09            |
| 5   | Kremmen           | 7 526          | 208,43           |
| 6   | Liebenwalde       | 4 401          | 138,84           |
| 7   | Oranienburg       | 47 608         | 162,37           |
| 8   | Velten            | 12 522         | 23,39            |
| 9   | Zehdenick         | 13 090         | 221,52           |

Gminy
| Lp. | Nazwa gminy        | Ludność (2022) | Powierzchnia km² |
| --- | ------------------ | -------------- | ---------------- |
| 1   | Birkenwerder       | 7 946          | 18,10            |
| 2   | Glienicke/Nordbahn | 12 246         | 4,60             |
| 3   | Leegebruch         | 6 752          | 6,44             |
| 4   | Löwenberger Land   | 8 469          | 244,83           |
| 5   | Mühlenbecker Land  | 15 369         | 52,35            |
| 6   | Oberkrämer         | 12 102         | 103,43           |

Urzędy
| Lp. | Nazwa urzędu          | Ludność (2022) | Powierzchnia km² | Liczba gmin |
| --- | --------------------- | -------------- | ---------------- | ----------- |
| 1   | Gransee und Gemeinden | 9 016          | 319,52           | 5           |

## Współpraca zagraniczna
- Polska:  Powiat siedlecki